# Jadwiga Mehofferowa
Jadwiga Mehofferowa z domu Radzim-Janakowska (ur. 1871, zm. 2 czerwca 1956 w Krakowie) – polska malarka i kolekcjonerka, modelka. Jej mężem był Józef Mehoffer, wybitny malarz, czołowy reprezentant polskiego symbolizmu.

## Życiorys

### Rodzina i młodość
Urodziła się w dobrze skoligaconej, choć nieco zubożałej rodzinie ziemiańskiej, Antoniego Pawła i Karoliny z Poziomskich (1851-1916) Radzim-Janakowskich. Ojciec jej matki, Zbigniew Poziomski, był krewnym Józefa Conrada Korzeniowskiego. Rodzice Jadwigi wychowywali ją i jej młodszą siostrę, Wandę (1873-1940), w duchu artystycznym. Obie siostry ukończyły studia malarskie w Monachium. Następnie przebywały w Paryżu, gdzie w 1894 roku poznały malarza Józefa Mehoffera. Wydaje się, że Mehoffera początkowo interesowała piękna i muzykalna Wanda, ale stopniowo jego uwagę przyciągnęła inteligencja Jadwigi oraz jej zainteresowania i uzdolnienia artystyczne. W tym samym roku Mehoffer pisał do matki, Aldony z Polikowskich:
Panny mają w głowie przewrócone dawnym państwem. Papa przehulał majątek i teraz chce koniecznie z córek zrobić artystki. Starsza maluje i była już w Monachium, młodsza śpiewa i uczy się u Lampertiowej, bo nie mogli już sławniejszej nauczycielki wyszukać. Swoją drogą, ta p. Jadwiga, która maluje, jest inteligentna, i nie taka, jak wszystkie panny bywają, ale za to męcząca w obejściu, bo nigdy z piedestału nadzwyczajności i oryginalności nie zstępuje....
Pomimo początkowych różnic w następnych latach Jadwigę i Józefa połączyła serdeczna przyjaźń i zainteresowanie sztuką, kontynuowane w trakcie kilkuletniego pobytu w Paryżu. Z mniej lub bardziej bezpośrednim udziałem obu sióstr Janakowskich powstało w tamtym czasie kilka znaczących obrazów Mehoffera, poczynając od pełnych uroku Drobiazgów na kominku (1895) - motywu z paryskiego pokoju Jadwigi z charakterystyczną sylwetą japońskiego świecznika w kształcie czapli.
Atmosferę tę przywołuje obrazu olejny Rozmowa (1896). Scena przedstawia przyjaciół Mehoffera podczas wieczornego spotkania w paryskim mieszkaniu Alfreda Nossiga, literata i publicysty. Nie jest to jednak portret grupowy, lecz obraz osób we wnętrzu zajętych żywą rozmową, odwróconych od widza. Uwagę zwraca ujęta od tyłu smukła postać szykownej młodej kobiety w liliowej bluzce. To Wanda Janakowska, bohaterka dwóch następnych płócien Mehoffera pochodzących z tego okresu - Śpiewaczki (1896) i Muzy (1897). Tuż obok, po lewej, na oparciu otomany przysiadła Jadwiga, po prawej zaś stoi Róża Nossigowa, nieco dalej widać gospodarza domu oraz Henryka Opieńskiego, kompozytora i muzykologa.
Siostry Janakowskie prowadziły w Paryżu aktywne życie towarzyskie i intelektualne, kontynuowały również w sposób systematyczny rozwój swoich zdolności artystycznych. Wiadomo, że Jadwiga, zafascynowana kulturą Japonii, zebrała w tym czasie 50 japońskich drzeworytów i 3 ceramiczne figurki Japonek. Zarówno drzeworyty, figurki, jak i świecznik ukazany na Drobiazgach na kominku stały się później ozdobą kolejnych krakowskich mieszkań malarza i jego żony, przywołując atmosferę i zauroczenia z ich paryskich lat.

Jadwiga i Wanda Janakowskie na obrazach Mehoffera z okresu pobytu w Paryżu
Józef Mehoffer, Śpiewaczka (Wanda Janakowska), 1896, olej na płótnie, Lwowska Galeria Sztuki
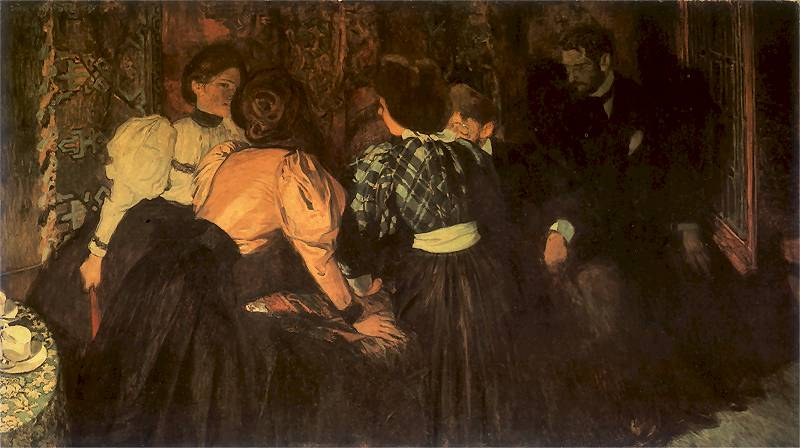
Józef Mehoffer, Rozmowa, 1896, olej na płótnie, Lwowska Galeria Sztuki
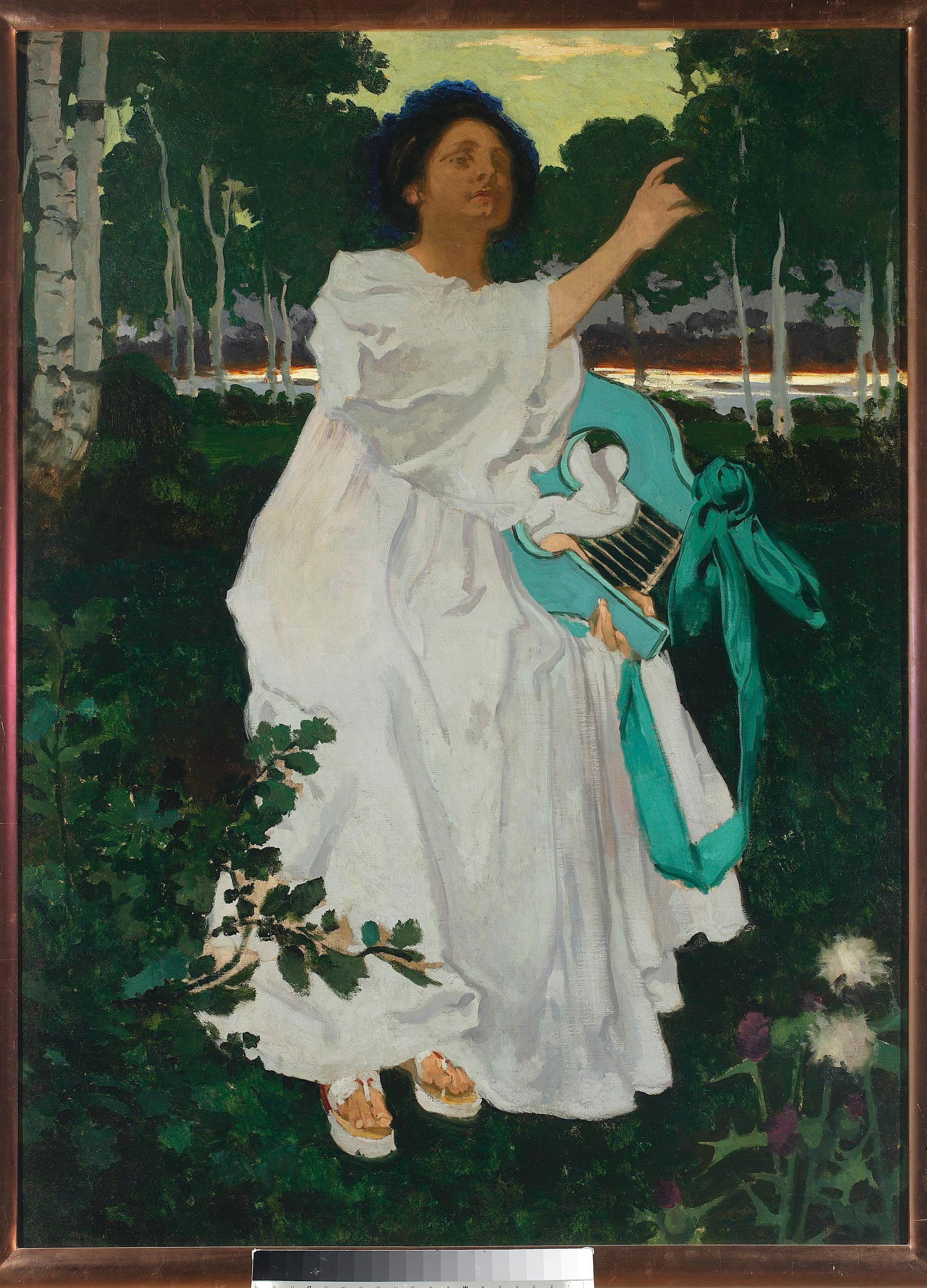
Józef Mehoffer, Muza (Wanda Janakowska), 1897, olej na płotnie, Muzeum Narodowe w Warszawie

## Małżeństwo
W 1899 Jadwiga i Józef pobrali się w Svidníku na ówczesnych Węgrzech. Rok później urodził się pierwszy i jedyny syn Mehofferów, Zbigniew. Pożycie małżonków układało się harmonijnie. Z czasem Jadwiga stała się niezastąpioną towarzyszką życia Mehoffera, powierniczką zmagań twórczych i adresatką listów, które stały się ciągiem dalszym pisanego przez artystę w latach 1891-1897 Dziennika.

### Ostatnie lata i śmierć

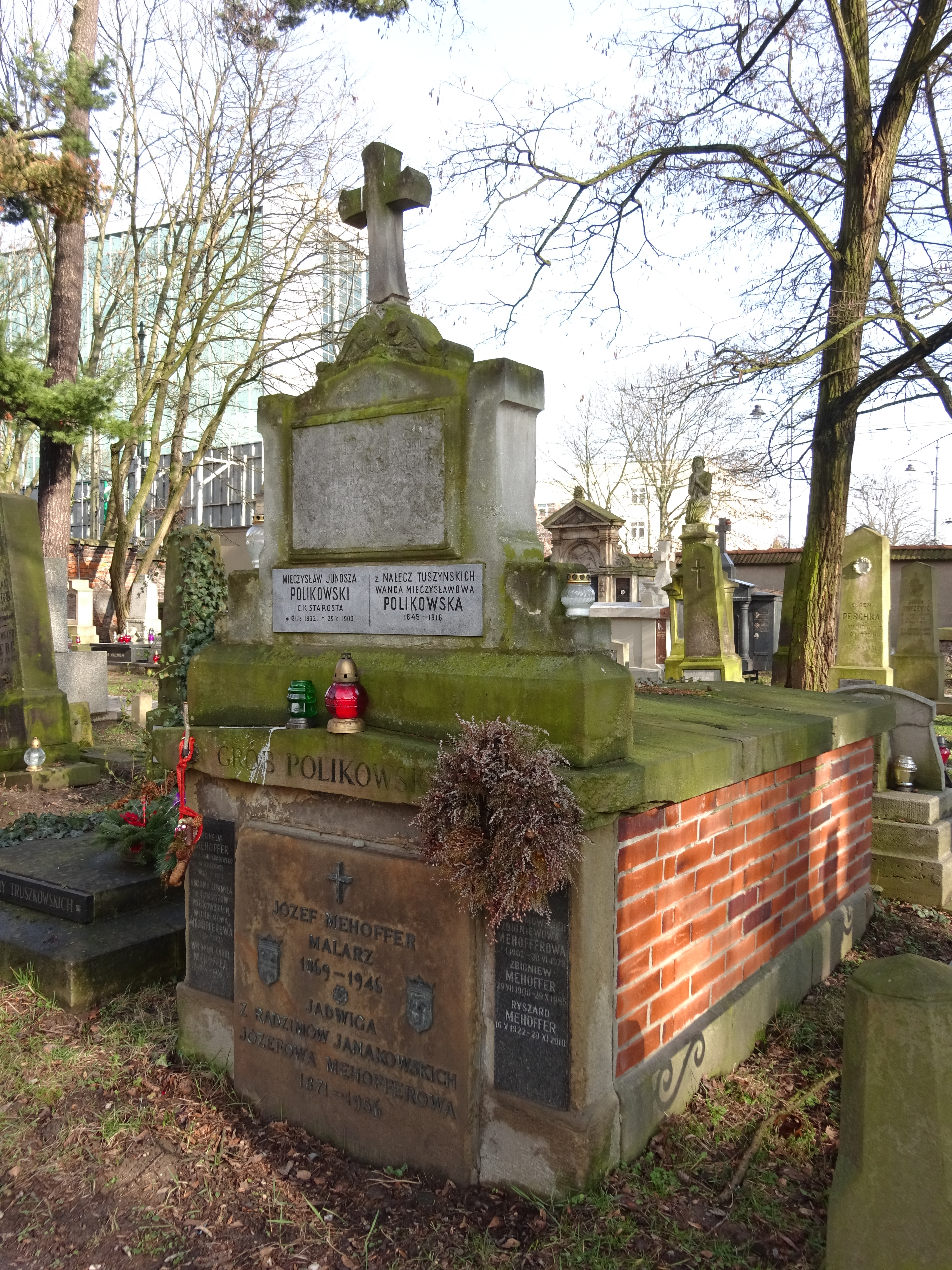
Grobowiec Polikowskich i Mehofferów na cmentarzu Rakowickim w Krakowie

Józef Mehoffer zmarł 8 lipca 1946 roku. Po śmierci męża Jadwiga Mehofferowa zaopiekowała się jego spuścizną, m.in. opracowując manuskrypt poświęcony jego twórczości pt. Rozwój myśli twórczej Józefa Mehoffera. Rękopis znajduje się obecnie w zbiorach Biblioteki Zakładu Narodowego Ossolińskich we Wrocławiu. Jadwiga Mehofferowa zmarła w wieku 85 lat. Spoczywa w grobowcu rodzinnym Polikowskich i Mehofferów na cmentarzu Rakowickim w Krakowie.

## W twórczości męża
Jadwiga Mehofferowa była częstą bohaterką dzieł męża – pozowała mu między innymi do jednego z jego najsłynniejszych dzieł, Dziwnego ogrodu, a także serii portretów. Sam Mehoffer doceniał styl żony i pieczołowicie dokumentował na swoich obrazach jej stylizacje.

## Portrety Jadwigi Mehofferowej autorstwa męża

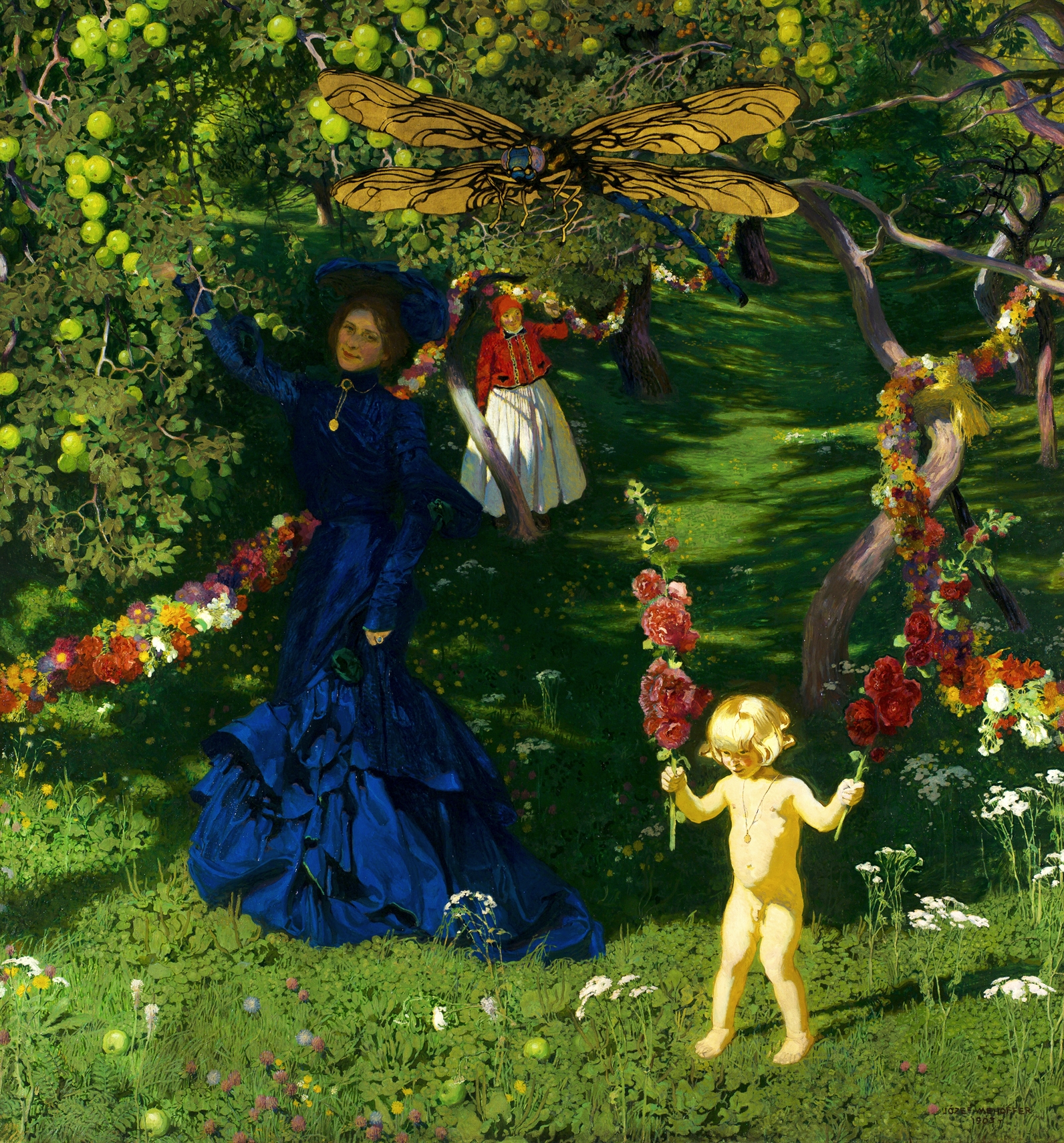
Józef Mehoffer, Dziwny ogród, 1903
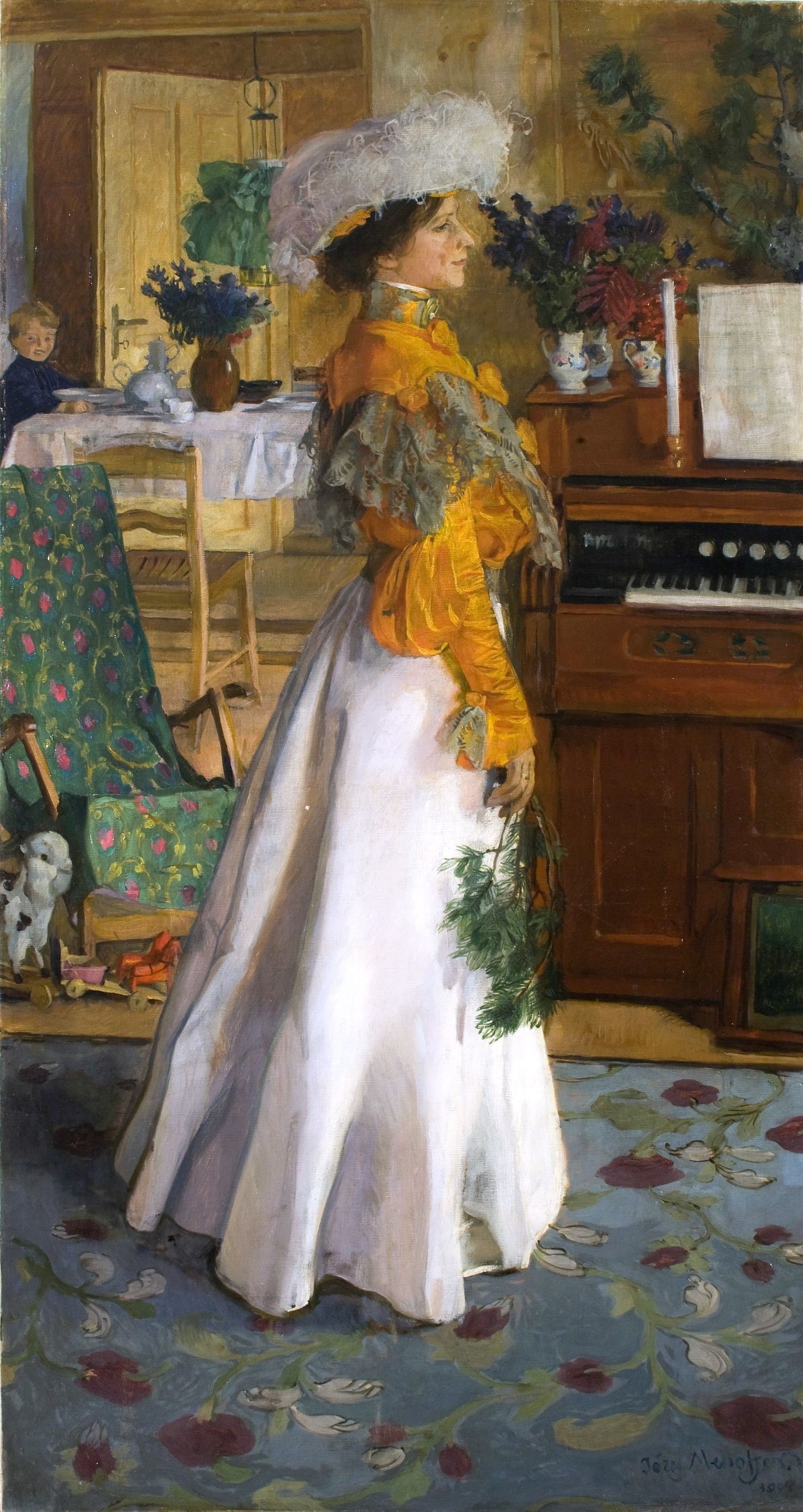
Józef Mehoffer, Portret żony (Na letnim mieszkaniu), 1904
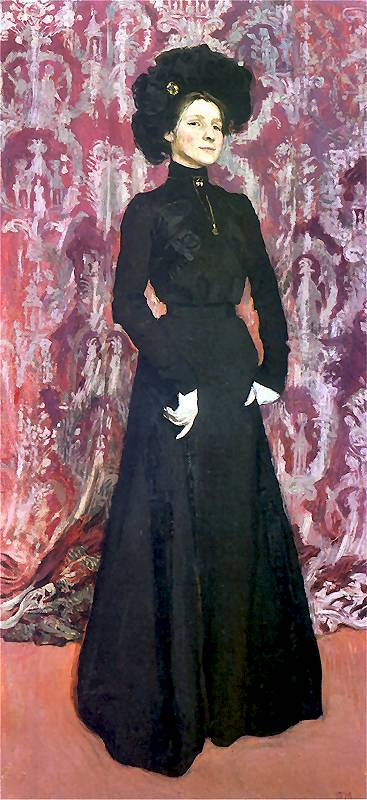
Józef Mehoffer, Portret żony (Ornatowy), 1904
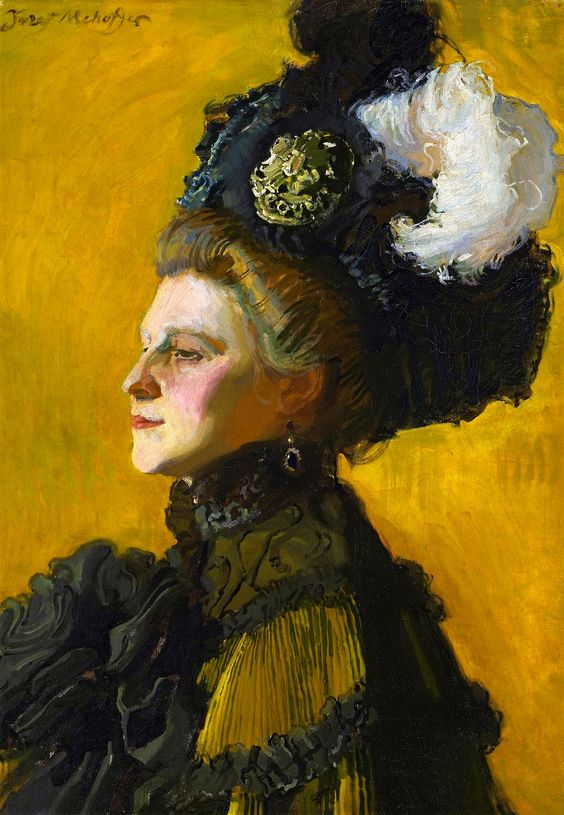
Józef Mehoffer, Portret żony na żółtym tle, 1907
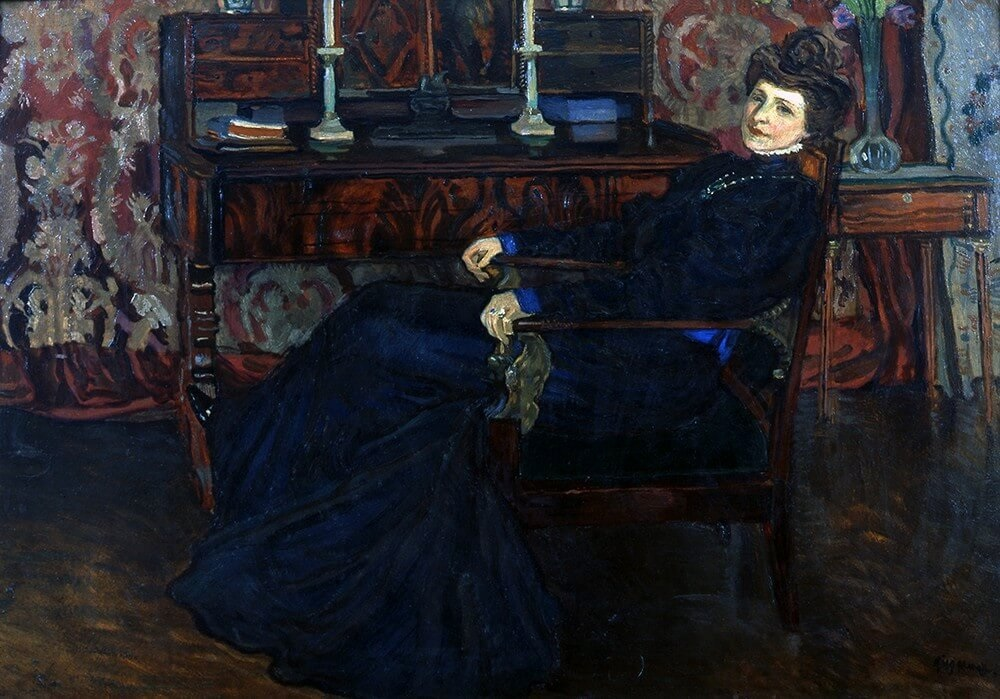
Józef Mehoffer, Portret żony, 1908
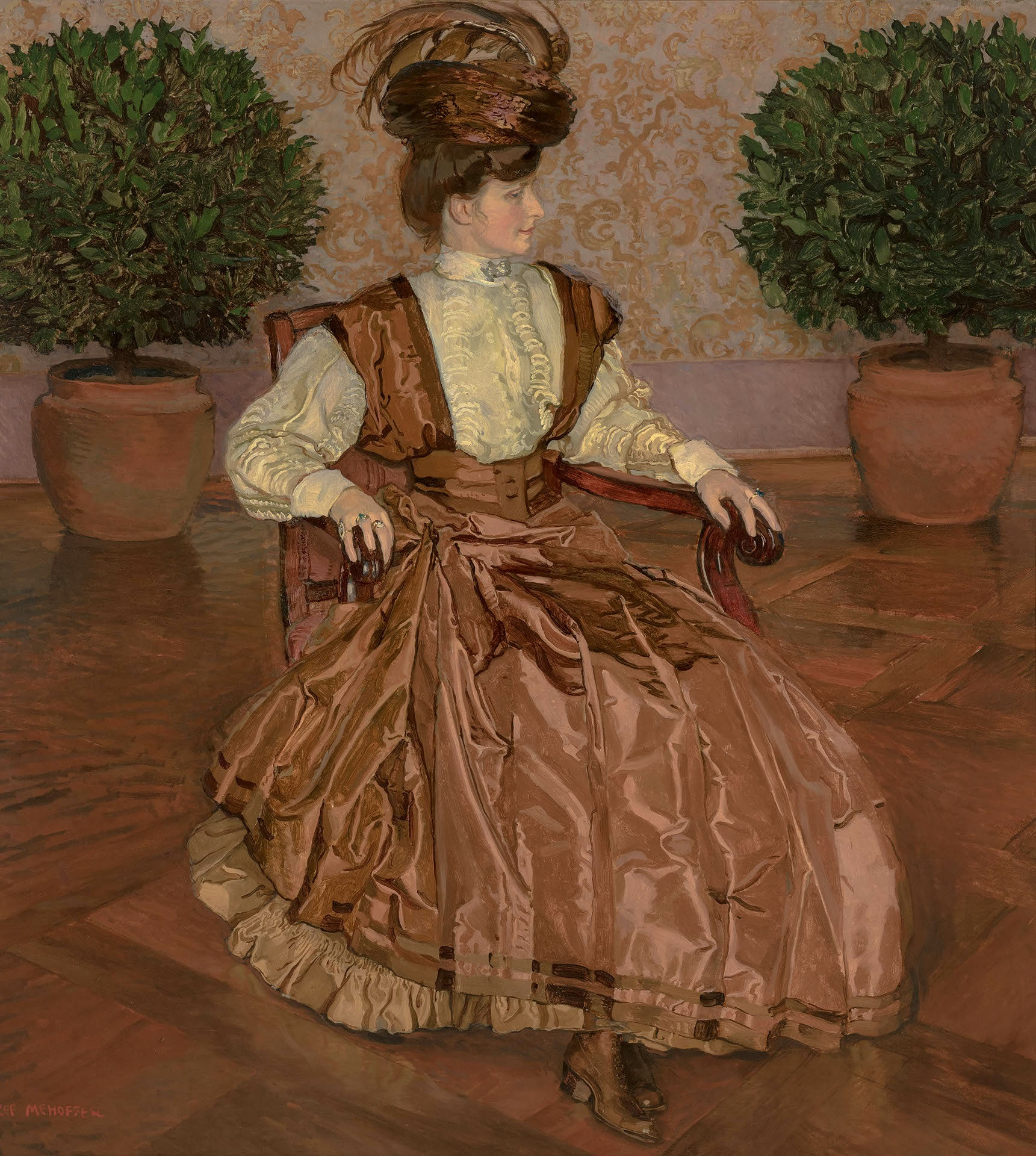
Józef Mehoffer, Portret żony (W laurowej sali), 1909